# المستفيد (ائتمان)
في قانون التوكيل، المستفيد هو الشخص أو الأشخاص الذين يحق لهم الاستفادة من أي ترتيب ائتماني، عادة ما يكون المستفيد شخصًا طبيعيًا، ولكن من الممكن تمامًا أن تكون هناك شركة كمستفيد من الائتمان، ويحدث هذا غالبًا في هياكل المعاملات التجارية المتطورة، باستثناء الصناديق الاستئمانية الخيرية، وبعض الصناديق الاستئمانية الشاذة المحددة ذات الأغراض غير الخيرية، يتعين على جميع الصناديق الاستئمانية أن يكون لها مستفيدون يمكن التحقق منهم.
ولا توجد قيود على من يمكن أن يكون المستفيد من الإئتمان؛ فيمكن أن يكون المستفيد قاصرًا، أو يعاني من إعاقة عقلية (في الواقع يتم إنشاء العديد من الصناديق الاستئمانية خصيصًا للأشخاص الذين يعانون من تلك العيوب القانونية).
ومن الممكن أيضًا أن تكون هناك صناديق ائتمانية للأطفال الذين لم يولدوا بعد، على الرغم من أن الصناديق الاستئمانية يجب أن تكون مستحقة خلال الفترة الأبدية المعمول بها.

## التصنيف
هناك طرق مختلفة يمكن من خلالها تصنيف المستفيدين من الصناديق الاستئمانية، اعتمادًا على طبيعة التصنيف وحاجته.
من وجهة نظر واجبات الأمناء، فمن الشائع التمييز بين:
- المستفيدون الثابتون، الذين لديهم استحقاق بسيط وثابت للدخل ورأس المال.
- والمستفيدون التقديريون، الذين يجب على الأمناء اتخاذ القرارات بشأن الاستحقاقات المعنية.

عندما يؤدي الصندوق إلى فوائد متسلسلة، من منظور ضريبي وأيضًا من وجهة نظر الوصي، غالبًا ما يكون من الضروري التمييز بين المستفيدين بشكل تسلسلي بين:
- أصحاب المصالح الخاصة، مثل المستأجرين مدى الحياة.
- وأولئك الذين لديهم مصلحة محتملة، مثل الباقين.

لأغراض الممارسة المختلفة لحقوق المستفيدين، غالباً ما يكون من الضروري التمييز بين:
- المستفيدون بموجب التوكيل المطلقة (بما في ذلك التوكيل البناءة أو الناتجة)، الذين يدين لهم الوصي بالواجبات الأساسية الناشئة بموجب القانون.
- والمستفيدون بموجب ائتمان صريح (إما صندوق ائتماني بين الأحياء أو صندوق وصية )، حيث يدين الوصي بواجبات إضافية ويتمتع بصلاحيات إضافية تحددها وثيقة الائتمان.

## الحقوق والمصالح
تختلف طبيعة مصلحة المستفيد في الصندوق الاستئماني حسب نوع التوكيل.
في حالة التوكيل الثابت، تكون مصلحة المستفيد ملكية؛ هم أصحاب مصلحة عادلة في الممتلكات المحتفظ بها تحت الأمانة.
ويختلف الموقف قليلًا في حالة التوكيلات التقديرية؛ وفي مثل هذه الحالات، يعتمد المستفيدون على ممارسة الأمناء لصلاحياتهم بموجب صك الائتمان لصالحهم.
وبالمثل، عندما تؤدي التوكيل إلى مصلحة متتالية، فإن لقب الباقي هو مصلحة مستقبلية أو طارئة؛ وعلى الرغم من أنه على عكس المستفيد التقديري، فلا يزال هذا نوعا من الممتلكات التي يمكن التعامل معها، بنفس الطريقة التي يتم بها التعامل مع الديون الطارئة أو المحتملة.

## تحصيل الضرائب
عادة ما يلعب التخطيط الضريبي دورًا مهمًا فيما يتعلق باستخدام الصناديق الاستئمانية.
تاريخيًا، في حين أن المحاكم كانت قابلة إلى حد ما لاستخدام الصناديق الاستئمانية في التخطيط الضريبي، نظرًا لأن خطط التخطيط الضريبي أصبحت أكثر عدوانية، فقد اتخذت المحاكم بشكل متزايد وجهة نظر تقييدية لمعاملتها الضريبية.
على الرغم من أن الدول الفردية تميل إلى وضع قواعد مفصلة للغاية حول فرض الضرائب على الصناديق الاستئمانية، فإن الآليات الثلاث التي يتم من خلالها تقييم الضرائب عادةً هي إما:
1. عن طريق معاملة الصندوق ككيان منفصل خاضع للضريبة في حد ذاته.
2. معاملة الممتلكات الائتمانية على أنها لا تزال ملكًا للمانح.
3. التعامل مع الممتلكات الائتمانية على أنها مملوكة تمامًا للمستفيدين.

وتطبق بعض الولايات القضائية مجموعات مختلفة من القواعد في ضريبة الدخل وضريبة أرباح رأس المال وضريبة الميراث.

## صلاحيات المستفيدين
نظرًا لأن المصلحة بموجب الصندوق الاستئماني هي نوع من الممتلكات، فإن المستفيدين البالغين ذوي العقول السليمة قادرون على التعامل مع حقوقهم بموجب الصندوق الاستئماني وأي نوع آخر من الممتلكات، يمكنهم بيعها، والتنازل عنها، واستبدالها، والإفراج عنها، ورهنها، والقيام بمعظم الأشياء الأخرى التي يمكنهم القيام بها من خلال الاختيار الفعلي.
إذا كان جميع المستفيدين من التوكيل بالغين وذوي عقل سليم، فيمكنهم إنهاء التوكيل بموجب القاعدة، ومطالبة الأمناء بنقل الملكية القانونية المطلقة لأصول التوكيل إلى المستفيدين.
ينص Bryson AJ في قضية ماكدونالد ضد إليس على أنه يحق للمستفيدين الاطلاع على مستندات الائتمان والحصول على معلومات حول الممتلكات الائتمانية، وهذا الحق هو حق ملكية.

## أنظر أيضا
- المستفيد (عام)
- قانون التوكيل
- وصية
- المانح